# Tribunal de circuito
El tribunal de circuito o corte de circuito (en inglés circuit court) es el nombre de los sistemas tribunales en varias jurisdicciones de Derecho anglosajón (common law).

## Historia
Enrique II de Inglaterra instituyó la costumbre de enviar a los jueces a recorrer las zonas rurales del reino ("recorrer el circuito") cada año para escuchar disputas, en vez de forzar a todos a llevar sus casos a Londres (véase El Tribunal de Clarendon). Por lo tanto, el término "tribunal de circuito" se deriva de la práctica de los jueces ingleses cabalgando por el campo cada año por caminos (circuitos) preestablecidos. Especialmente en la frontera de los Estados Unidos, un juez puede que viaje a caballo junto a un grupo de abogados. Abraham Lincoln fue uno de los que cabalgaría por el circuito de Illinois. En áreas más pobladas se usaba una diligencia. Eventualmente el número de casos legales en un condado se volverían lo suficientemente grandes para justificar el establecimiento de una judicatura local. La mayoría de estos circuitos judiciales locales (es decir, respecto a rutas existentes recorridas por jueces) han sido descontinuadas en favor que los jueces sean estacionados regularmente en los juzgados locales, pero en muchas áreas el término sigue en uso.

## República de Irlanda
En la República de Irlanda la corte del circuito es parte de los Tribunales de Primera Instancia, por encima del Tribunal de Distrito pero por debajo del Tribunal Superior. Fue establecida primero con el nombre de  Tribunal de Circuito de Justicia bajo el Acta del Tribunal de Justicia N° 1924 y remplazó al Tribunal del Condado en la parte civil, y a las Reuniones Trimestrales y los Tribunales Programados en el lado delictivo, así como algunas de las jurisdicciones de las sesiones judiciales. La jurisdicción criminal de la corte se extiende a todos delitos graves a excepción del asesinato, la violación, y la traición, y estas son presididas frente a un juez y un jurado . La jurisdicción civil del tribunal se limita a daños de €38,092.14 y acciones que involucren tierras con un valor estimado en menos de €254.95 (el valor del suelo es aproximadamente de €3 millones)[cita requerida]. Estas son presididas por un único juez. También tiene jurisdicción para escuchar apelaciones del Tribunal de Distrito. Se le asignan las apelaciones al Tribunal Superior en lo respecto a la parte civil y al Tribunal de Apelaciones en lo Penal en lo respecto a la parte delictiva.
El Tribunal de circuito es llamado así por los circuitos en cuales los jueces viajan, llamados Dublin, Cork, Northern, Western, Eastern, South Western, South Eastern, y Midland, cada uno de los cuales compone por un número de condados. El tribunal consiste en un Presidente y treinta y siete jueces. Aunque estrictamente hablando hay solo un Tribunal de circuito, una sesión del Tribunal de Circuito en cualquier lugar en particular se la conoce como Tribunal de Circuito de nombre del pueblo, p. ej. Tribunal de Circuito de Trim.
El Tribunal Superior también participa en un "circuito" dos veces al año, aunque se lo llama el Tribunal Superior en Circuito en vez de Tribunal de Circuito. En este caso "en Circuito" significa reunirse en un lugar que no sea Dublín.

## Estados Unidos

### Tribunal federal de Apelación
En los Estados Unidos, los tribunales de distrito fueron primero establecidos en las Trece Colonias Británicas. En 1789, en los tribunales de circuito de los Estados Unidos fueron donde se establecieron los tribunales federales de Estados Unidos en cada distrito judicial federal. Estos tribunales de circuito ejercen tanto la jurisdicción original (primera instancia) y la jurisdicción de apelación. Existieron hasta 1912. La jurisdicción original antiguamente ejercidas por los tribunales de circuito de los Estados Unidos es ejercido ahora por las cortes de distrito de los Estados Unidos. Su jurisdicción en las apelaciones es ejercida ahora por las Cortes de apelaciones de los Estados Unidos, las cuales eran conocidas como tribunales de circuito de apelaciones de los Estados Unidos desde sus establecimientos en 1894 hasta 1947.
El tribunal federal de apelaciones se reúnen permanentemente en 13 circuitos de apelaciones (11 circuitos regionales así también como un circuito de Washington D. C. y el Circuito Federal). Téngase en cuenta que hay varios otros tribunales federales que llevan la frase "Tribunal de Apelaciones" en sus nombres, pero no son tribunales de Artículo III y no se consideran para formar parte en los circuitos de apelaciones.
Los tribunales federales de apelaciones son tribunales intermedios, entre los tribunales de distrito (los tribunales federales de primera instancia) y la Corte Suprema. Circuitos más pequeños, tales como el Segundo Circuito y Tercer Circuito, se basan en un solo juzgado federal, mientras que otros, como el gran Noveno Circuito, están diseminados a lo largo de varios juzgados. Desde que los tres jueces de los paneles de apelación federal son seleccionados al azar de entre todos los jueces que presiden los circuitos, los jueces de Noveno Circuito deben "recorrer el circuito" con a menudo, aunque este deber se ha vuelto más fácil de llevar a cabo gracias al desarrollo del viaje aéreo moderno.

### Corte Suprema de los Estados Unidos
Bajo la Ley original de la Judicatura de 1789 y las leyes subsecuentes, los jueces de la Suprema Corte de los Estados Unidos en Washington D. C. tienen la responsabilidad de "recorrer el circuito" y personalmente atender apelaciones intermedias, además de sus casos en la capital. Este deber oneroso fue abolido por el Congreso con la Ley del Poder Judicial de 1891. Los jueces de la Suprema Corte de los Estados Unidos todavía retienen vestigios de los días de recorrida del circuito; cada juez está designado a atender a ciertas apelaciones interlocutorias de circuitos específicos y pueden decidir unilateralmente o remitirlos a la corte entera. El habitual receso de verano de la Corte se originó con el tiempo en el cual los jueces partían de Washington para recorrer los circuitos (ya que las calles de tierra eran más transitables en verano).

### Tribunales estatales
Varios Estados tienen tribunales estatales llamados "tribunales de circuito." La mayoría son tribunales de primera instancia de competencia genera o jurisdicción original.
- Alabama - Tribunal de Circuito de Alabama
- Arkansas - Tribunal de Circuito de Arkansas
- Florida - Tribunal de Circuito de Florida
- Hawái - Tribunal de Circuito de Hawái
- Illinois - Tribunal de Circuito de Illinois
- Indiana - Tribunal de Circuito de Indiana
- Kentucky - Tribunal de Circuito de Kentucky
- Maryland - Tribunal de Circuito de Maryland
- Míchigan - Tribunal de Circuito de Míchigan
- Misisipi - Tribunal de Circuito de Misisipí
- Misuri - Tribunal de Circuito de Misuri
- Nuevo Hampshire - Tribunal de Nuevo Hampshire
- Oregón - Tribunal de Nuevo Hampshire Oregón
- Carolina del Sur - Tribunal de Carolina del Sur
- Dakota del Sur - Tribunal de Dakota del Sur
- Tennessee - Tribunal de Tennessee
- Virginia - Tribunal de Virginia - es un tribunal de constancia que tiene jurisdicción de apelación sobre el tribunal de distrito general del condado y los tribunales de relaciones familiares y de menores, jurisdicción original sobre casos civiles importantes y todos los casos de delitos graves del condado. Un tribunal de circuito tiene el poder de dictar penas de muerte y constituir jurados grandes. Las decisiones de la corte pasan a ser precedentes legales.
- Virginia Occidental - Tribunal de Virginia Occidental
- Wisconsin - Tribunal de Wisconsin

En Luisiana, los tribunales de apelaciones intermedios son llamados Tribunal de Circuito de Apelación de Luisiana. De los cuales hay cinco circuitos judiciales separados.
En varios estados, como Misuri, un circuito judicial puede abarcar uno o más condados (véase Tribunal de Circuito de Misuri). Cada tribunal de circuito puede tener varias divisiones, incluyendo tribunales de circuito, audiencia, proceso monitorio, juicio testamentario, familiares o narcóticos. Cada división atiende casos dentro de su área de competencia ratione materiae, esta se basada en la dimensión o el tipo de una demanda civil o en la gravedad o tipo de una infracción penal. El tribunal de narcóticos, por ejemplo, atiende solo casos penales relacionados con narcóticos.
Varios estados tienen Tribunales Supremos Estatales que tradicionalmente "recorren el circuito" en el sentido de atender alegatos orales en varios lugares a lo largo de sus jurisdicciones cada año. Entre los estados con tribunales supremos que recorren el circuito están California, Idaho, Oregón, Pensilvania, y Washington.

## Inglaterra y Gales
Inglaterra y Gales están divididas en seis regiones o circuitos con el fin de administrar la justicia.
- Circuito del Norte
- Circuito del Nordeste
- Circuito de Gales y Chester (también conocido como Gales y Cheshire)
- Circuito de Midland
- Circuito del Oeste
- Circuito del Sudeste

El sistema es supervisado por el Lord Canciller. Es integrado por Jueces de la Suprema Corte, Jueces de Circuito, Jueces de Distrito, juristas y abogados. El Circuito constituye la base para la administración del Colegio de Abogados de Inglaterra y Gales. Los Colegios de Abogados de Circuito son representados en el Consejo del Colegio de Abogados a través de los Líderes del Circuito.